# John Zorn

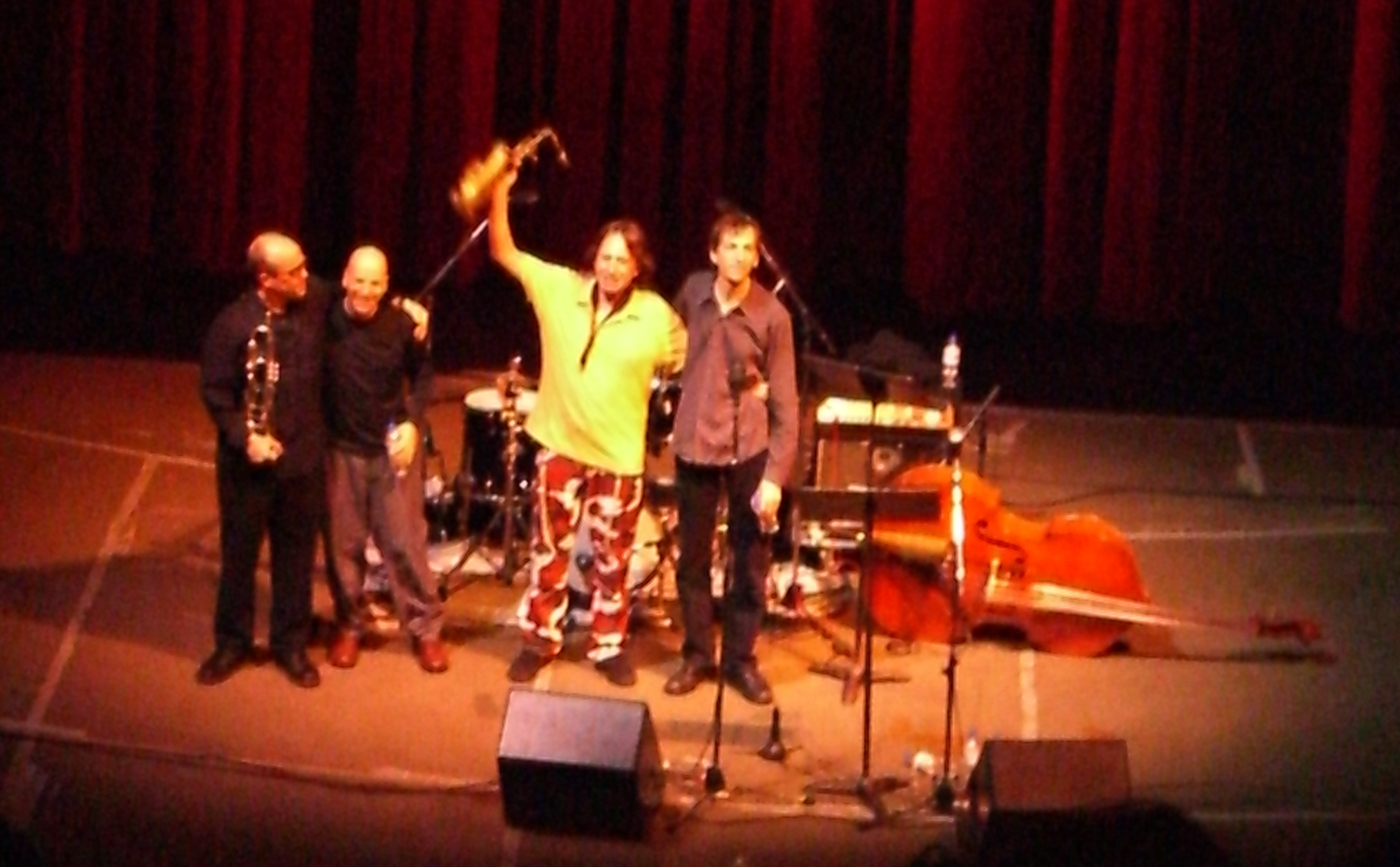
John Zorn podczas koncertu z grupą Masada.

John Zorn (ur. 2 września 1953 w Nowym Jorku) – amerykański kompozytor, saksofonista i multiinstrumentalista.

## Twórczość
Jako dziecko grał na fortepianie, gitarze i flecie. Studiował w Webster College (obecnie Webster University) w Saint Louis w stanie Missouri, gdzie poznał free jazz. Porzucił college i przeniósł się na Manhattan, tam grywał koncerty w swoim niewielkim mieszkaniu używając do tego celu licznych nietypowych instrumentów i wkrótce stał się liderem nowojorskiej sceny eksperymentalnej.
W połowie lat osiemdziesiątych podpisał kontrakt z wytwórnią Nonesuch i od tego czasu może sobie pozwolić na wydawanie kilku płyt rocznie. A za przełomowe jego dzieło w tym okresie trzeba uznać The Big Gundown: John Zorn Plays the Music of Ennio Morricone z 1985 roku, gdzie zaprezentował nowe orkiestracje kilku przebojów muzyki filmowej autorstwa Morriconego. Na płycie, docenionej przez samego Morriconego, można usłyszeć wpływy tradycyjnej muzyki japońskiej, soul jazzu i wielu innych gatunków muzycznych.
Zorn jest właścicielem wydawnictwa płytowego Tzadik i współpracował z wieloma muzykami sceny eksperymentalnej, zwłaszcza improwizującymi. Najbardziej znany jest ze współpracy z zespołem Masada (w składzie: Joey Baron (perkusja), Dave Douglas (trąbka), Greg Cohen (bas)); jest to zespół inspirujący się muzyką Ornette'a Colemana i muzyką klezmerską. Współpracował z Mickiem Harrisem z zespołu Napalm Death i z Billem Laswellem w projekcie Painkiller, który łączył grindcore z free jazzem. Również w Naked City łączył w jedną całość różnorodne gatunki muzyki – jazz, rock, country i thrash metal. Poza tym współpracował z muzykami takimi jak: Laurie Anderson, Bill Frisell, Wayne Horvitz, Derek Bailey, Cyro Baptista, Trevor Dunn, Jad Fair, Mark Feldman, Fred Frith, Erik Friedlander, Keiji Haino, Bill Laswell, Arto Lindsay, Zeena Parkins, Mike Patton, Dave Lombardo, John Medeski, Ikue Mori, Robert Quine, Lou Reed, Marc Ribot, Jamie Saft, Kenny Wolleson, Yamatsuka Eye, Grant Calvin Weston oraz zespołem Violent Femmes. Pisał także muzykę do filmów i dla telewizji.
Zorn wiele swoich dzieł tworzy w Japonii, współpracując z tamtejszymi muzykami i używa tam pseudonimu Dekoboko Hajime.
W 2006 roku otrzymał nagrodę MacArthur Fellowship.
25 czerwca 1999 roku koncertował razem z Masada String Project, Bar Kokhba i Masada Quartet w Sali Kongresowej w ramach Warsaw Summer Jazz Days.
15 maja 2010 roku wystąpił wraz z Laurie Anderson i Billem Laswellem na Festiwalu Tradycji i Awangardy Muzycznej Kody w Lublinie.
15 lipca 2013 roku wystąpił w ramach festiwalu Warsaw Summer Jazz Days z koncertem Zorn@60, celebrującym jego przypadające w 2013 roku 60. urodziny. Towarzyszyli mu m.in. Mike Patton, Marc Ribot, Joey Baron, John Medeski, Jamie Saft czy Ikue Mori. Koncert został zarejestrowany i retransmitowany 21 lipca przez TVP2.

## Radical Jewish Culture
Zorn uważany jest za twórcę ruchu Radical Jewish Culture. Istnieje też seria wydawnicza o tej nazwie wydawana nakładem jego wytwórni płytowej Tzadik.

## Publikacje
- Arcana: Musicians on Music, 2000, Hips Road/Tzadik, ISBN 978-1-887123-27-3
- Arcana II: Musicians on Music, 2007, Hips Road/Tzadik, ISBN 978-0-9788337-6-3
- Arcana III: Musicians on Music, 2008, Hips Road/Tzadik, ISBN 978-0-9788337-7-0
- Arcana IV: Musicians on Music, 2009, Hips Road/Tzadik, ISBN 978-0-9788337-8-7
- Arcana V: Musicians on Music, Magic & Mysticism, 2010, Hips Road/Tzadik, ISBN 978-0-9788337-9-4
- Arcana VI: Musicians on Music, 2012, Hips Road/Tzadik, ISBN 978-0-9788337-5-6
- Arcana VII: Musicians on Music, 2014, Hips Road/Tzadik, ISBN 978-0-9788337-4-9

## Filmografia
- Rising Tones Cross (1985, film dokumentalny, reżyseria: Ebba Jahn)[6]
- Put More Blood Into the Music (1987, film dokumentalny, reżyseria: George Atlas)[7]
- The Revenge of the Dead Indians (1993, film dokumentalny, reżyseria: Henning Lohner)[8]
- Sabbath in Paradise (1998, film dokumentalny, reżyseria: Claudia Heuermann)[9]
- A Bookshelf on Top of the Sky: 12 Stories About John Zorn (2002, film dokumentalny, reżyseria: Claudia Heuermann)[10]
- Masada: Live at Tonic 1999 (2004, film dokumentalny, reżyseria: Antonio Ferrera)[11]
- Jack Smith and the Destruction of Atlantis (2006, film dokumentalny, reżyseria: Mary Jordan)[12]
- MindFlux (2010, film dokumentalny, reżyseria: Ryan Kerrison)[13]